# Apostolische Signatur
Koordinaten: 41° 53′ 47,4″ N, 12° 28′ 18,4″ O
Die Apostolische Signatur (lat. Signatura Apostolica), offiziell Oberster Gerichtshof der Apostolischen Signatur (lat. Supremum Signaturae Apostolicae Tribunal, kurz SSAT), wurde nach Anfängen im 15. und 16. Jahrhundert im Jahre 1608 als höchstes Gericht der Römischen Kurie geschaffen. Präfekt dieses Gerichtshofes ist derzeit Dominique Kardinal Mamberti. Die Apostolische Signatur hat ihren Sitz in Rom im Palazzo della Cancelleria. Ihre Grundlagen sind in can. 1445 CIC, in Art. 194–199 der Apostolischen Konstitution Praedicate Evangelium (PE) und in ihrer Lex Propria (LP) geregelt.

## Organisation und Zuständigkeit
Der Gerichtshof ist unterteilt in drei Sektionen, deren erste die Funktion eines Kassationsgerichts, die zweite die eines Verwaltungsgerichts und die dritte die eines Justizministeriums erfüllt.
- Sektion I: ordentliche Gerichtsbarkeit (can. 1445 § 1 CIC; Art. 196 PE; Art. 33, 36–72 LP)
  - Nichtigkeitsbeschwerden (querela nullitatis)[5]
  - Anträge auf Wiedereinsetzung in den vorigen Stand (petitio restitutionis in integrum)[6]
  - Beschwerden in Personenstandssachen gegen die Ablehnung einer neuen Behandlung der Sache (novum causae examen)
  - Befangenheitseinreden (exceptio suspicionis) und andere Verfahren gegen Richter der Römischen Rota
  - Kompetenzstreitigkeiten zwischen Gerichten, die nicht demselben Berufungsgericht unterstehen (conflictus competentiae inter tribunalia)
- Sektion II: Verwaltungsgerichtsbarkeit (can. 1445 § 2 CIC; Art. 197 PE; Art. 34, 73–105 LP)
  - Beschwerden gegen Verwaltungsakte von Dikasterien der Römischen Kurie (recursus adversus actus administrativos)
  - Wiedergutmachung von Schäden (reparatio damnorum)
  - Zuständigkeitsstreitigkeiten zwischen Dikasterien (conflictus competentiae inter Dicasteria)
- Sektion III: administrative Angelegenheiten (can. 1445 § 3 CIC; Art. 198 PE; Art. 35, 106–121 LP)
  - Überwachung der geordneten Amtsführung im Gerichtsbereich (rectae administrationi iustitiae invigilare)
  - Verfahren gegen gerichtliche Mitarbeiter, Anwälte oder Prozeßbevollmächtigte
  - Überweisung (commissio) einer Sache an die Römische Rota, Dispens vom Prozessrecht oder andere Gnadenerweise bezüglich der Rechtspflege
  - Erweiterung der Zuständigkeit untergeordneter Gerichte
  - Errichtung besonderer Berufungsgerichte oder interdiözesaner Gerichte
  - Nichtigerklärung von Ehen im summarischen Verfahren[7]
  - Ausführungsdekrete zur Erlangung bürgerlicher Wirkungen (effectus civiles)

Die Apostolische Signatur urteilt durch Kollegien aus fünf Richtern, wenn nicht der Präfekt die Entscheidung der Vollversammlung vorlegt oder anordnet, dass über eine die Zurückweisung der Klage betreffende Beschwerde ein Kollegium aus drei Richtern befindet (Art. 21, Art. 1 § 3 LP).
Der Präfekt trifft seine Entscheidungen regelmäßig im Kongress, der außerdem aus dem Sekretär, dem Kirchenanwalt und dem Bandverteidiger sowie ihren Stellvertretern in Anwesenheit des Kanzlers besteht (Art. 22, Art. 5 § 2 LP).
Ihre Entscheidungen werden zwar nicht von ihr selbst publiziert, über ihre Tätigkeit informiert die Apostolische Signatur aber jährlich, bis 2015 im Jahrbuch Attività della Santa Sede, seitdem online. Die Apostolische Signatur untersteht wie alle Kurienbehörden direkt dem Papst.

## Besetzung
Die Apostolische Signatur besteht derzeit zusätzlich zum Präfekten aus 16 Kardinälen, fünf Erzbischöfen und zehn Bischöfen, die vom Papst für jeweils fünf Jahre berufen werden. Mitglieder der Apostolischen Signatur sind zurzeit:
Kardinäle
- Francesco Coccopalmerio (seit 2000)[12]
- Antonio María Rouco Varela (seit 2004)[13]
- Péter Erdő (seit 2004)[13]
- Lluís Martínez Sistach (seit 2006)[14]
- Giuseppe Versaldi (seit 2007)[15]
- Giovanni Lajolo (seit 2010)[16]
- Béchara Pierre Raï OMM (seit 2013)
- Agostino Vallini (seit 2017)[17]
- Edoardo Menichelli (seit 2017)[17]
- Raymond Leo Burke (seit 2017)[17]
- Juan José Omella Omella (seit 2017)[18]
- Joseph William Tobin CSsR (seit 2021)[19]
- James Michael Harvey (seit 2021)[19]
- Gerhard Ludwig Müller (seit 2021)[19]
- Mario Grech (seit 2021)[19]
- Emil Paul Tscherrig (seit 2023)[20]

Erzbischöfe
- Filippo Iannone (seit 2010)[16]
- Stanislav Zvolenský (seit 2010)[16]
- Frans Daneels (seit 2017)[17]
- Cyril Vasiľ SJ (seit 2021)[19]
- Celso Morga Iruzubieta (seit 2021)[19]

Bischöfe
- Heinrich Mussinghoff (seit 1995)[21]
- Fernando José Monteiro Guimarães (seit 2010)[16]
- Ryszard Kasyna (seit 2010)[16]
- Johannes Willibrordus Maria Hendriks (seit 2017)[17]
- Mark Leonard Bartchak (seit 2021)[19]
- Dominicus Meier OSB (seit 2021)[19]
- Andrea Migliavacca (seit 2021)[19]
- Pierantonio Pavanello (seit 2021)[19]
- Egidio Miragoli (seit 2021)[19]

Weihbischöfe
- Christoph Hegge (seit 2021)[19]

Weitere Mitarbeiter der Apostolischen Signatur sind der Sekretär (seit 2016 Giuseppe Sciacca), der Kirchenanwalt (seit März 2024 Shane Lee Kirby); Bandverteidiger (seit September 2019 Nikolaus Schöch OFM) sowie deren Stellvertreter, der Vorsteher der Kanzlei und das übrige Gerichtspersonal.

### Präfekten

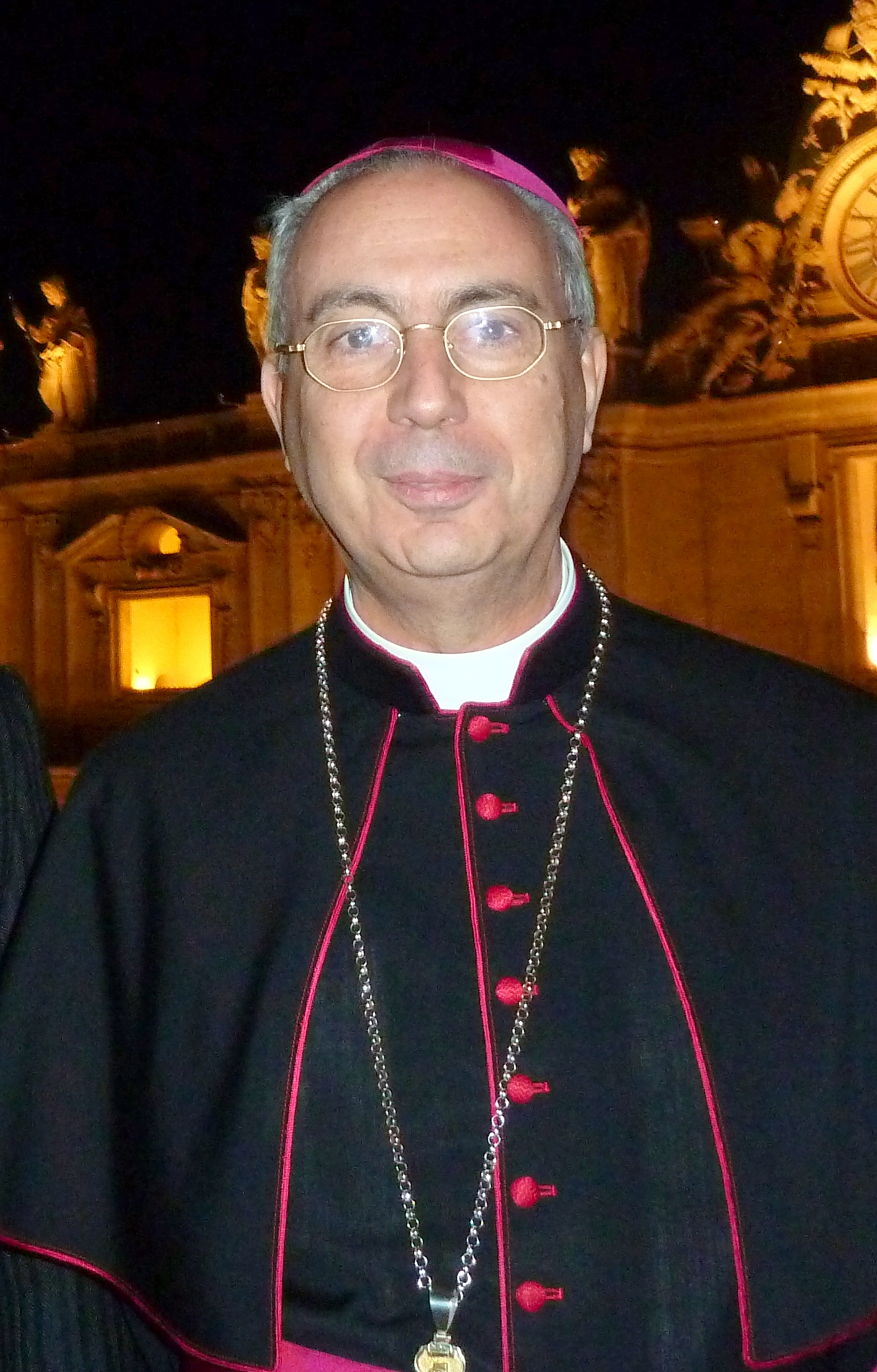
Dominique Mamberti, amtierender Präfekt der Apostolischen Signatur

- Antonio Trivulzio iuniore (16. Oktober 1557 – 25. Juni 1559)
- Alessandro Sforza (12. Januar 1575 – 16. Mai 1581)
- Alessandro Riario (16. Mai 1581 – 18. Juli 1585)
- Giovanni Battista Castrucci (18. Juli 1581 – 19. Juli 1591)
- Paolo Emilio Sfondrati (1591 – 1610)
- Maffeo Barberini (1610–1623), der spätere Papst Urban VIII.
- Antonio Barberini (Jr.) (1628–1632)
- Benedetto Odescalchi (1647–1650), der spätere Papst Innozenz XI.
- Flavio Chigi (28. Juli 1661 – 29. November 1661)
- Giacomo Rospigliosi (20. Dezember 1667 – 2. Februar 1684)
- Benedetto Pamphili (1685–)
- Fulvio Astalli (24. September 1693–16. Mai 1696)
- Giovanni Giacomo Cavallerini (16. Mai 1696 – 18. Februar 1699)
- Fabrizio Spada (4. Dezember 1700 – 15. Juni 1717)
- Bernardino Scotti (26. November 1718 – 1720)
- Lorenzo Corsini (22. November 1720 – 12. Juli 1730), der spätere Papst Clemens XII.
- Alamanno Salviati (27. Juli 1730 – 24. Februar 1733)
- Neri Maria Corsini (1733–1770)
- Andrea Corsini (1770–1795)
- Leonardo Antonelli (1795–1811)
- Antonio Dugnani (1817–1818)
- Diego Innico Caracciolo di Martina (1818–1820)
- Giovanni Battista Quarantotti (1820)
- Pietro Francesco Galleffi (1823–1824)
- Giuseppe Spina (1824–1828)
- Giovanni Francesco Falzacappa (1829–1840)
- Antonio Pallotta (1833–1834)
- Luigi Bottiglia Savoulx (1834–1836)
- Francesco Tiberi (1837–1839)
- Carlo Luigi Morichini (1878–1879)
- Luigi Serafini (1884–1885)
- Isidoro Verga (1885–1888)
- Vincenzo Vannutelli (1908–1914)
- Michele Lega (1914–1920)
- Augusto Silj (1920–1926)
- Francesco Ragonesi (1926–1931)
- Bonaventura Cerretti (1931–1933)
- Enrico Gasparri (1933–1946)
- Massimo Massimi (1946–1954)
- Giuseppe Bruno (1954)
- Gaetano Cicognani, Pro-Präfekt (1954–1959)
- Francesco Roberti (1959–1969)
- Dino Staffa (1969–1977)
- Pericle Felici (1977–1982)
- Aurelio Sabattani (1983–1988)
- Achille Silvestrini (1988–1991)
- Gilberto Agustoni (1992–1998)
- Zenon Grocholewski (1998–1999)
- Mario Francesco Pompedda (1999–2004)
- Agostino Vallini (2004–2008)
- Raymond Leo Burke (2008–2014)
- Dominique Mamberti (seit 2014)

## Aktenwesen und Statistik
Die Protokoll-Nummer (das Aktenzeichen) besteht aus einer seit 1968 fortlaufend vergebenen Nummer, dem Zugangsjahr und einem Sachgebietskennzeichen (Ausnahmen: Sachgebiete ES und SAT). Beispiel: Prot. n. 54519/19 CA.
Es gibt folgende Sachgebietskennezeichen; in Klammern die Zahl der jeweiligen Neuzugänge 2023 (insgesamt 668):
- CA: Contentiosus Administrativus (83)
- CC: Conflictus Competentiae (0)
- CG: Contentiosus Iudicialis, italienisch «Contenzioso Giudiziario» (5)
- CP: Commissiones Pontificiae (35)
- EC: Effectus Civiles (271 aus Italien, 11 aus Portugal, 1 aus Brasilien)
- ES: Examen Sententiarum (11)
- SAT: Status et Activitas Tribunalium (114)
- VAR: Variae (93)
- VT: Vigilantia Tribunalium (44)